# Sapna
 Ovo je glavno značenje pojma Sapna. Za naselje u općini Čaglin, Hrvatska pogledajte Sapna (Čaglin).
Sapna je grad i općina u istočnoj Bosni i Hercegovini.
Sapna je kao općina osnovana 18. ožujka 1998. godine kada se na osnovu Odluke Federalnog parlamenta po prvi put sastalo Općinsko vijeće. Općina Sapna je nastala podjelom općine Zvornik na dva dijela: na općinu Zvornik u RS i općinu Sapna u FBiH.

## Zemljopis i stanovništvo
Veći dio bivše općine Zvonik Daytonskim sporazumom je pripao Republici Srpskoj. Manji dio, naselja: Sapna, Goduš, Kraljevici, Međeđa, Rastošnica, Rožanj i dijelovi naselja Baljkovica, Kiseljak, Nezuk, Vitinica i Zaseok pripao je Federaciji. Na tom dijelu, površine 118 km2, formirana je nova općina - općina Sapna. Na njenom prostoru živi oko 15.850 stanovnika, od čega u samom gradu 5.358 stanovnika.

#### Sapna (naseljeno mjesto), nacionalni sastav
| Sapna              |                |                |                |
| godina popisa      | 1991.          | 1981.          | 1971.          |
| Muslimani          | 1.722 (95,29%) | 1.652 (99,51%) | 1.025 (95,79%) |
| Srbi               | 46 (2,54%)     | 2 (0,12%)      | 33 (3,08%)     |
| Hrvati             | 6 (0,33%)      | 0              | 0              |
| Jugoslaveni        | 14 (0,77%)     | 2 (0,12%)      | 3 (0,28%)      |
| ostali i nepoznato | 19 (1,05%)     | 4 (0,24%)      | 9 (0,84%)      |
| ukupno             | 1.807          | 1.660          | 1.070          |

## Naseljena mjesta
Poslije potpisivanja Daytonskog sporazuma, veći dio općine Zvornik ušao je u sastav Republike Srpske. U sastav Federacije Bosne i Hercegovine ušla su naseljena mjesta:
Goduš, Kraljevići, Međeđa, Rastošnica, Rožanj i Sapna, te dijelovi naseljenih mjesta: Baljkovica, Kiseljak, Nezuk, Vitinica i Zaseok.
Od ovog područja formirana je općina Sapna.

## Povijest
Sapna je imala svoju autonomnost još od ranog perioda povijesti BiH. Poznato je da su na području Sapne ljudi živjeli još od najstarijih vremena. Sapna kao administrativno – teritorijalni pojam se spominje još u periodu srednjeg vijeka.
Poznat je i na najstarijim kartama ucrtan naziv Župa Sapna. U onom vremenu taj naziv je predstavljao područje koje je egzistiralo kao jedna autonomna cjelina. Dokaz aktivnog življenja ljudi na području Sapne su mnogobrojni stećci koji se i danas nalaze u naseljima: Hanđelići, Međeđa, Gornja Sapna itd. U periodu srednjeg vijeka Sapna je predstavljala važno komunikacijsko područje između tadašnjih gradova Zvornika i Teočaka.
Dolaskom Osmanlija na ove prostore Sapna se spominje kao nahija Sapna koja pripada zvorničkom sandžaku koji je osnovan u periodu između 1478. i 1483. godine. Veoma aktivnu naseljenost ljudi iz ovog perioda potvrđuju mnogobrojna mezarja koja se nalaze na više lokaliteta.
Za vrijeme austro – ugarske vlasti Sapna pripada zvorničkom kotaru (srezu). Također u vrijeme kraljevine SHS odnosno Kraljevine Jugoslavije Sapna je bila u sastavu sreza Zvornik kao jedna od deset općina, a u sastavu okruga tuzlanskog.
Nakon Drugog svjetskog rata Sapna egzistira kao općinsko središte sve do 1958. godine kada se gasi zvornički srez i priključuje tuzlanskom, a općina Sapna se pripaja općini Zvornik. Tokom agresije na BiH dio tadašnje općine Zvornik, odnosno današnja općina Sapna se na veoma efikasan način organizirala i opstala kao slobodni teritorij.
Sapna pripada katoličkoj župi Zvornik-Srebrenica, čiji župnik pohodi ovu župu. Broj katolika vrlo je mali. 31. prosinca 2014. bilo je 1 domaćinstvo s 1 katolikom.

## Gospodarstvo
Područje ove općine je izrazito poljoprivredno. Njen brdsko - planinski položaj je pogodan za razvoj voćarstva i uzgoj stoke. Da bi se mogla razvijati suvremena proizvodnja, potrebno je izgraditi infrastrukturne objekte: puteve, električnu mrežu, uvesti mehanizaciju, podići pogon za preradu poljoprivrednih proizvoda. Neki od ovih projekata su već realizirani.

## Obrazovanje
U Sapni se od obrazovnih institucija nalaze Osnovna i Srednja škola Sapna. Osnovna škola je najveća na području Tuzlanskog kantona s obzirom na to da je jedina osnovnoškolska ustanova na općini. Podružnice ima u Godušu, Sapni (gornjem dijelu), Međeđi, Nezuku (do 4. razreda) i u Vitinici (8 razreda). Osnovnu školu Sapna pohađa nešto preko 1000 učenika. Ako usporedimo taj broj s brojem od 1600 školaraca iz 2005. godine jasno je da se migracija stanovništva odrazila i na obrazovanje.
Srednja škola nosi službeni naziv "Mješovita srednja škola Sapna". Obzirom na mali broj stanovnika na općini, svake godine se upisuje po jedno odjeljenje za nekoliko različitih zanimanja. Od poljoprivredne do ekonomske struke. U školskoj 2012/13. godini školu pohađa 607 učenika. Škola je nositelj nekoliko projektnih aktivnosti u lokalnoj zajednici a najznačajnija je manifestacija Dan jabuke i pekmeza, koja se održava svake godine.

## Šport
Sapna ima samo jedan nogometni klub, koji je ujedno i škola nogometa i nosi naziv "Fair play". Fair play okuplja oko 120 dječaka i djevojčica razvrstanih u nekoliko uzrasnih kategorija, ali bez seniora i juniora.
2011. godine je ugašen OFK Sloga Sapna, koji je ranije nosio naziv OFK Vitinica Sapna, a nastao je spajanjem klubova FK Vitezovi Sapna i FK Mladost Vitinica. Klub se natjecao u Prvoj županijskoj ligi Tuzlanske županije.
Osim nogometnog kluba, u Sapni egzistiraju i OKI Drina (natječe se u Prvoj bh. ligi sjedeće odbojke), lovačko i ribolovno društvo, košarkašku klub Sapna, koji je u ženskoj pionirskoj konkurenciji bio prvak BiH 2010. godine.

## Mediji
- RTV Glas Drine

## Vanjske poveznice
- SapnaOnLine  Arhivirana inačica izvorne stranice od 22. lipnja 2007. (Wayback Machine)
- Službena stranica Općine
- Mješovita srednja škola  Arhivirana inačica izvorne stranice od 11. listopada 2007. (Wayback Machine)
- Osnovna škola Vitinica  Arhivirana inačica izvorne stranice od 23. svibnja 2007. (Wayback Machine)